# 柳谷ユカ
柳谷 ユカ（やなぎや ゆか、1950年1月9日 - ）は、広島県出身の日本の女優。身長166 cm。体重52 kg。血液型はB型。バイ・ザ・ウェイ、エスプレイング所属。

## 略歴
松竹音楽舞踊学校卒業。かつてはミズキ事務所に所属していた。

## 人物
弟は脚本家、映画監督の遊川和彦。
特技は読書、映画鑑賞、一人カラオケ。
趣味はジャズダンス、サッカー観戦、映画、音楽。

## 出演

### 映画
- 椿山課長の七日間（2006年11月18日） - 清掃員 役
- いつまた、君と 何日君再来（2017年6月24日） - 芦村絹子 役
- 弥生、三月-君を愛した30年-（2020年3月20日）

### テレビドラマ
- 火曜スーパーワイド（日本テレビ）
  - ああ結婚式（1988年10月11日）
  - ナオコ、さんまの結婚式ララバイ（1989年5月23日）
- 真夏の刑事（1992年4月12日 - 9月27日、テレビ朝日） - 近所の主婦 役
- GTOドラマスペシャル（1999年6月29日、フジテレビ） - 梨花の母 役
- オヤジぃ。 第8話（2000年11月26日、TBS）
- 平成夫婦茶碗 シリーズ（日本テレビ）
  - 平成夫婦茶碗スペシャル 〜お母さんは風になった…（2000年12月19日） - 中居 役
  - 続・平成夫婦茶碗 第7話（2002年2月20日）
- お前の諭吉が泣いている 最終話（2001年3月15日、テレビ朝日）
- 幸福の王子 第3話・第5話（2003年7月16日・7月30日、日本テレビ）
- 西村京太郎トラベルミステリー 第43作（2005年1月8日、テレビ朝日） - 井上由加里の母親 役
- ジイジ2〜孫といた夏〜 第1話（2005年7月4日、NHK）
- 女王の教室 第2話・第3話・第6話・第8話・第9話（2005年7月9日・16日・8月6日・20日・9月3日、日本テレビ）- 健太の母 役
- 演歌の女王 第1話・第2話・第6話・最終話（2007年1月13日・20日・2月17日・3月17日、日本テレビ） - スナックのママ 役
- 曲げられない女 第2話・第7話・第9話（2010年1月20日・2月24日・3月10日、日本テレビ） - 三田タミ 役
- リバウンド 第8話（2011年6月15日、日本テレビ） - アパートの大家 役
- 家政婦のミタ 第9話（2011年12月7日、日本テレビ） - 三田タミ 役
- 30分だけの愛（2014年1月2日、日本テレビ） - 猫田 役
- ○○妻 第2話（2015年1月21日、日本テレビ） - 吉田繁子 役
- 偽装の夫婦 第1話 - 第9話（2015年10月7日 - 12月2日、日本テレビ） - 小俣 役
- はじめまして、愛しています。第8話（2016年9月8日、テレビ朝日） - 家政婦 役
- 過保護のカホコ シリーズ（日本テレビ） - 岩崎 役
  - 過保護のカホコ 第8話・最終話（2017年8月30日・9月13日）
  - 過保護のカホコ 〜2018 ラブ＆ドリーム〜（2018年9月19日）
- 東野圭吾 手紙（2018年12月19日、テレビ東京） - ひき逃げ犯の母 役
- ハケン占い師アタル（2019年1月17日 - 3月14日、テレビ朝日） - 五味 役
- 同期のサクラ 第1話 - 第9話（2019年10月9日 - 12月11日、日本テレビ） - 三田タミ 役[5]
- 監察医 朝顔 第2シリーズ 第2話（2020年11月9日、フジテレビ） - 矢野咲江 役[6]
- 35歳の少女 第7話・第9話（2020年11月21日・12月5日、日本テレビ） - ヘルパー 役[4]
- 逃亡者（2020年12月5日・6日、テレビ朝日） - 山本治美 役
- となりのチカラ 第3話・最終話（2022年2月10日・3月31日、テレビ朝日） - 産婦人科医 役[7]
- 家庭教師のトラコ 第2話・第5話（2022年7月27日・8月17日、日本テレビ） - 下山潤子 役
- 全力で、愛していいかな? 第1話・第5話（2023年2月4日・3月4日、テレビ東京） - 銭湯の常連客 役
- アイのない恋人たち 第6話（2024年2月25日、朝日放送・テレビ朝日） - 結婚相談所スタッフ 役
- ミス・ターゲット 第4話・第5話（2024年5月12日・19日、朝日放送・テレビ朝日） - フネ 役

### 配信ドラマ
- リクエストのミタ（2019年11月20日 - 12月18日、Hulu） - 主演・三田タミ 役[8]